# Bristol 400
Bristol 400 — перша автомодель вищого класу британської компанії Bristol Aeroplane Company, керівництво якої після війни вирішило розширити свою виробничу базу і розпочати виробництво автомашин. У червні 1945 британська компанія Frazer Nash для виробництва обрала моделі BMW 326, BMW 327, BMW 328. Осінню 1945 керівництву компанії Frazer Nash вдалось залучити провідного інженера BMW з проектування автомобілів Фріца Фідлера, що перебував у британському полоні. Достовірно невідомо, що спонукало BMW і Фідлера піти на таку співпрацю — рамки репараційних платежів чи фінансові інтереси Фідлера. Використання готової конструкції дозволило швидко і недорого налагодити випуск перевіреної довоєнної моделі авто. Прототип Bristol 400 презентували на Женевському автосалоні 1945 року. Було виготовлено 487 машин.

## Конструкція
У квітні 1947 компанії Frazer Nash і Bristol домовились про співпрацю. Frazer Nash отримувала мотори Bristol, яка розпочинала виробництво BMW під назвою «Bristol 400».
Кузови купе (Saloon) були виготовлені з сталевих листів з алюмінієвими дверима, капотами. Листи кріпили на дерев'яній рамі. Крім того 1946 збудували два прототипи з кузовами кабріолет типу BMW 327. Згодом у Британії Тоні Крок, що був найбільшим автодилером Bristol 400 у 1950-х роках, з 1973 власником компанії Bristol, згодом писав, що модель була повністю модерною розробкою, що не мала нічого спільного з авторядом BMW 326/327/328.

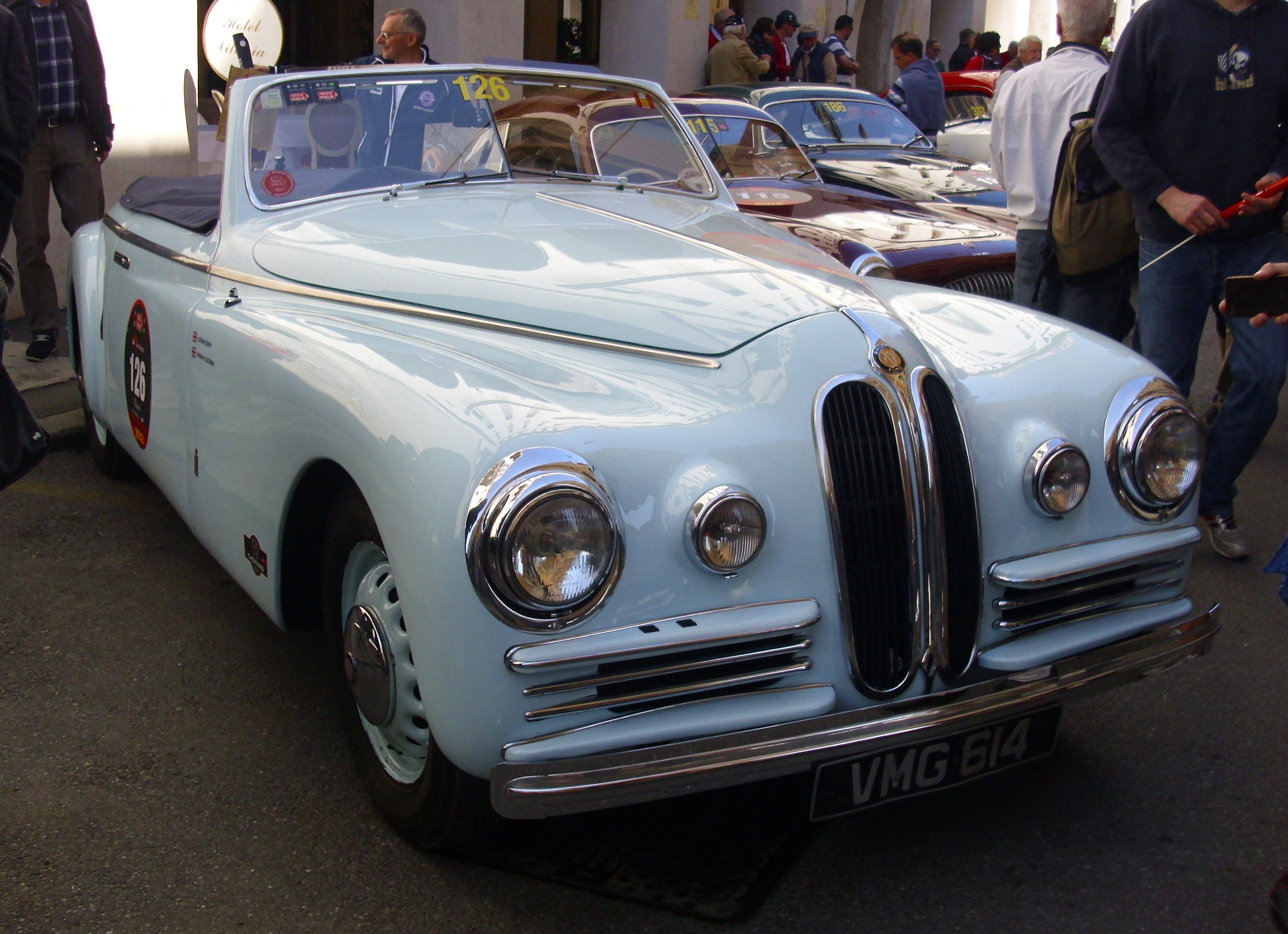
Bristol 400. 1949.
Кузов італійської компанії Pininfarina

У моделі 400 використали 6-циліндри рядні мотори об'ємом 1971см³ (66×96 мм) і потужністю 80 к.с. з моделі BMW 328. Мотор отримав три карбюратори Solex і модифікації потужністю Типу 85 (75 к.с.), Тип 85А (80 к.с.), Тип 85С (85 к.с.), Тип 85С (90 к.с.). Для наступної моделі авто «Bristol» об'єм мотора збільшили 1959 до 2,2 л.
Це дозволяло розвинути швидкість 148 км/год. Напівсферичні камери згоряння вимагали розташування під кутом клапанів, для приводу котрих від розподільчого валу використовувалась складна система коромисел, штовхачів. Власники скоро виявили складність налаштування мотора. 4-ступінчаста коробка передач мала синхронізатори 2-, 3-, 4-передач і муфту вільного ходу першої.
Авто отримало незалежну підвіску, колісну базу 2895 мм з довгим капотом, короткою кабіною. Запасне колесо спочатку встановлювали всередині, згодом на відкидній кришці багажника. Заднє скло отримало верхні шарніри для підняття вгору.
На базі шасі Bristol 400 було виконано декілька прототипів авто з кузовами відомих виробників — Pininfarina, F.J. Hyde, Van den Plas, Langenthal AG, Zagato.